# Real Academia Militar de Woolwich
La Real Academia Militar (en inglés, Royal Military Academy, RMA) en Woolwich, en el sureste de Londres, fue una academia militar del Ejército británico para la formación de oficiales y suboficiales de la Royal Artillery y de la Royal Engineers. Más tarde, entrenaba a oficiales del Royal Corps of Signals y otros Corps técnicos.

## Historia
La Real Academia Militar fue fundada en 1741, con el propósito de proporcionar educación y producir "buenos oficiales de Artillería e Ingenieros perfectos".
La Real Academia Militar de Woolwich fue conocida popularmente como "La Tienda" (The shop), porque su primer edificio fue un taller adaptado del Royal Arsenal de Woolwich.
Algunos notables profesores de Woolwich fueron Frederick Augustus Abel, Peter Barlow, Samuel Hunter Christie, Adair Crawford, Alfred George Greenhill, Paul Sandby y James Joseph Sylvester.
Una segunda academia, conocida como el Royal Military College (RMC), abrió sus puertas en Sandhurst, Berkshire en 1799, para entrenar a oficiales de la infantería y la caballería.
Ambas fueron cerradas al inicio de la Segunda Guerra Mundial en 1939. La Real Academia Militar de Sandhurst abrió sus puertas en 1947 como fusión de ambas instituciones. Danny Durkan compró el sitio por licitación pública en 2006. A partir de 2008 los edificios Woolwich se están convirtiendo en 334 casas y pisos, incluyendo 150 para una asociación para la vivienda.
La Colección de la Real Academia Militar de Sandhurst contiene muestras de la historia de la Real Academia Militar de Woolwich, el Royal Military College y la Real Academia Militar de Sandhurst. La colección incluye los registros de los caballeros cadetes de la Real Academia Militar, archivos históricos, uniformes, pinturas, fotografías y otros objetos. Las visitas solamente se realizan previa cita. También hay un Museo del Ejército.